# کارولینا وستبرگ
کارولینا وستبرگ (انگلیسی: Karolina Westberg؛ زادهٔ ۱۶ مهٔ ۱۹۷۸) بازیکن فوتبال اهل سوئد است.
از باشگاه‌هایی که در آن بازی کرده‌است می‌توان به اومئا آی‌کی و باشگاه فوتبال مالمو اشاره کرد.
وی همچنین در تیم ملی فوتبال زنان سوئد بازی کرده‌است.